# Basada en fets reals
Basada en fets reals (títol original en francès: D'après une histoire vraie) és un thriller francobelga del 2017 dirigit per Roman Polanski i protagonitzat per Emmanuelle Seigner i Eva Green. Amb guió d'Olivier Assayas i del mateix Polanski, basat en una adaptació cinematogràfica de la novel·la homònima de Delphine de Vigan del 2015. Es va presentar al Festival de Canes 2017, en la selecció oficial, fora de competició.

## Argument
Delphine està passant per una etapa complicada després de l'èxit de la seva última novel·la inspirada en el suïcidi de la seva mare. Els problemes s'aguditzen quan apareix una admiradora que s'obsessiona amb els seus llibres i amb ella. La relació entre elles s'anirà estrenyent fins a límits asfixiants.

## Repartiment
- Emmanuelle Seigner: Delphine Dayrieux
- Eva Green: "Elle"
- Vincent Perez: François
- Dominique Pinon: Raymond, el veí
- Camille Chamoux: Oriane, assessora de premsa
- Josée Dayan: Karina, l'editora
- Brigitte Roüan: la documentalista
- Élisabeth Quin: la periodista
- Damien Bonnard: Damien, l'enginyer de so
- Noémie Lvovsky: la comissària de l'exposició
- Véronique Vasseur: mare de Delphine
- Saadia Bentaïeb: Jeanne
- Sophie Giebert: doble d'Emmanuelle Seigner

## Al voltant de la pel·lícula
Per primera vegada Polanski confronta dues dones amb l'objectiu d'explorar la relació tòxica entre una novel·lista en crisi creativa i una admiradora que treballa en el sector editorial. La pel·lícula és un thriller psicològic farcit d'humor negre que explora la frontera entre la invenció i la realitat, el relat i la veritat. Una adaptació de la novel·la de Delphine de Vigan D'après une histoire vraie (Basat en una història real), guardonada el 2015 amb el Premi Renaudot i el Premi Goncourt des Lycéens.
Amb un pressupost estimat de 10 milions, la recaptació global de la pel·lícula va ser de 3,9 milions de dòlars.

## Crítica
Segons l'opinió de Thomas Sotinel a Le Monde, les tribulacions de Delphine Dayrieux, una novel·lista atrapada per l'angoixa de la pàgina en blanc, no es poden prendre del tot seriosament. Però, a la pantalla, Emmanuelle Seigner la fa patir amb la convicció suficient per deixar-nos-hi portar. El personatge d'Elisabeth Elle (Eva Green), que es presenta com simplement "Elle" és bella i força singular. Parla com un llibre, amb frases més boniques que versemblants, amb una dicció estudiada i bastant artificial. Cosa que obliga l'actriu a realitzar acrobàcies escèniques.
Per The Hollywood Reporter, aquesta història de rivalitat convida a comparar-la amb el guardonat thriller del director The Gost Writer (2010), on també un dels dos personatges principals és un escriptor d'autobiografies de celebritats. Una pel·lícula burleta, de canibalisme literari per a un públic acostumat als programes de France Culture, on hi trobarà referències. La musa del director, Emmanuelle Seigner, s'endinsa en les interioritats de Delphine, en el paper d'una escriptora assetjada pels seus fans.
En el web estatunidenc Rotten Tomatoes, dedicat a la crítica i informació sobre pel·lícules, Basada en fets reals obté una valoració positiva d'un 46% dels crítics sobre un total de 28 ressenyes, amb una valoració mitja de 5,41/10 i un 33% d'aprovació de l'audiència, amb un 2,93/5.
A l'agregador de ressenyes Metacritic, la pel·lícula obté una qualificació de 43/100 a partir de les opinions de vuit crítics, amb dues valoracions positives, quatre en la qualificació mixta i dues negatives.